# Археологічний музей (Осієк)
Археологічний музей Осієка (хорв. Arheološki muzej Osijek) — археологічний музей у хорватському місті Осієку.
Музей розташований на території Осієцької фортеці-твердині (Tvrđa). Експозицію розміщено в будівлі колишньої головної гвардії на площі Святої Трійці. Крім того, в музею є приміщення у так званому «Будинку Брожан» (Kuća Brožan) на площі Юрія Крижанича.
Музей був заснований 28 квітня 2005 року згідно зі спеціальною постановою уряду Хорватії.
Приміщення колишньої головної гвардії служить як демонстраційний зал для відвідувачів, тоді як у будинку Брожан розміщені адміністрація закладу, допоміжні служби, майстерні тощо.
Офіційно археологічний музей Осієка був відкритий для відвідувачів 16 листопада 2007 року. На відкритті закладу був присутній міністр культури Хорватії Божо Бішкупич (Božo Biškupić). 
На тепер музей є єдиним спеціалізованим музеєм у східній частині Хорватії, що здійснює наукові дослідження та археологічні розкопки. 